# Tulsequah Glacier
Tulsequah Glacier är en glaciär i Kanada.   Den ligger i provinsen British Columbia, i den västra delen av landet, 4 100 km väster om huvudstaden Ottawa. Tulsequah Glacier ligger 311 meter över havet.
Terrängen runt Tulsequah Glacier är huvudsakligen bergig, men den allra närmaste omgivningen är kuperad. Tulsequah Glacier ligger nere i en dal.Trakten runt Tulsequah Glacier är nära nog obefolkad, med mindre än två invånare per kvadratkilometer.. Det finns inga samhällen i närheten. 
Trakten runt Tulsequah Glacier är permanent täckt av is och snö.